# 頚動脈解離
頚動脈解離（けいどうみゃくかいり、英: Carotid artery dissection）は、首の前に位置する、脳に血液を供給する頚動脈の内層が裂けた状態のことである。典型的な症状は、首、顔、頭の片側の痛みである。頸動脈解離は、脳卒中の症状である片目の失明、味覚異常、複視などを伴う場合がある。その他の症状には、ホルネル症候群（縮瞳と眼瞼下垂）があげられる。合併症には、脳卒中またはクモ膜下出血があげられる。
交通事故やカイロプラクティック操作などによる首の怪我の後に発生する可能性があるが、自然発症することもある。自然発症のリスク要因には、家族歴およびエーラス・ダンロス症候群などの結合組織障害があげられる。解離の後、血液は動脈壁に入り、血栓を形成し、動脈壁を厚くし、血流を妨げることが多い。診断には医用画像が使用され、一般的にはCTスキャンが用いられる。
治療には、アスピリン、ヘパリン、ワルファリンが用いられる。場合によっては、血管ステント留置が行われる場合がある。治療の結果はさまざまである。解離が頭蓋骨の内側に及んだ場合や両側で発生した場合、転帰は悪化する。
頚動脈解離はまれであり、年間10万人あたり約1.8人に影響を及ぼす。20代から40代の人で最も起こりやすい。若者の脳卒中の約20％は頸動脈解離によるものである。頸動脈解離は椎骨動脈解離（首の後ろの小さな動脈の解離）よりも多い。頸動脈解離の状態は、1954年にジェンツァー（Jentzer）によって最初に報告された。